# Marcelin Tamboulas
Marcelin Kowel Tamboulas (Bangui, 24 aprile 1984) è un ex calciatore centrafricano, di ruolo attaccante.

## Carriera

### Club
Gioca, dal 1999 al 2001 all'Anges de Fatima. Nel 2001 si trasferisce al Pélican. Nel 2002 passa all'Olympic Real Bangui. Nel 2003, dopo una breve esperienza al Bitam, viene acquistato dallo Stade d'Akébé. Nel 2005 si trasferisce al Libreville. Nel 2007 viene acquistato dal Birkirkara. Nel 2009 passa al Mazembe, con cui ha vinto due CAF Champions League e un Linafoot. Nel 2012 viene acquistato dal Diables Noirs. Nel 2014 si trasferisce al Leopard.

### Nazionale
Debutta in Nazionale nel 2000. Ha collezionato in totale, con la maglia della Nazionale, 12 presenze e una rete.

## Palmarès
- Linafoot: 1

Mazembe: 2009
- CAF Champions League: 2

Mazembe: 2009, 2010